# Duncan Sheik (album)
Duncan Sheik è l'album di debutto del cantautore statunitense Duncan Sheik, pubblicato su etichetta Atlantic Records nel giugno del 1996.
L'album è trainato dal successo del singolo Barely Breathing, rimasto nella classifica dei singoli di Billboard per 55 settimane consecutive. Il brano è stato reinterpretato nel 1998 da Niccolò Fabi, che ha realizzato una versione italiana intitolata Il male minore.

## Tracce
1. She Runs Away – 3:43
2. In the Absence of Sun – 5:05
3. Barely Breathing – 4:15
4. Reasons For Living – 4:31
5. Days Go By – 4:48
6. Serena – 4:43
7. Out of Order – 4:30
8. November – 4:56
9. Home – 4:48
10. The End of Outside – 4:45
11. Little Hands – 6:04